# Galerudolphia peterhelmuti
Galerudolphia peterhelmuti is een keversoort uit de familie bladkevers (Chrysomelidae). De wetenschappelijke naam van de soort werd in 2005 gepubliceerd door Bolz & Wagner.